# 西那須野温泉
西那須野温泉（にしなすのおんせん）とは、栃木県那須塩原市にある温泉である。
西那須野駅北西3.7㎞に所在する。大鷹の湯、杜の湯（マロニエ源泉）の2つの源泉が用いられている。

## 概要
周囲の地層の関係上、地下600mを境にそれ以上は単純泉、以下は炭酸水素塩泉と泉質が変わるとされる。

### 大鷹の湯
「大鷹の湯」は1983年に開削された比較的新しい温泉。1994年に所有者が宿泊施設「大鷹の湯 縄文大鷹リトリートセンター」を開業。
ナトリウム塩化物‐炭酸水素塩泉で、筋肉痛、関節痛、五十肩、運動麻痺などに効能がある。又重金属類が検出されない稀有な温泉であり、酸化還元電位の低さも日本トップレベルとされる。

### 杜の湯
「杜の湯」は2018年に「那須マロニエホテル」のオープンに合わせ開削された。単純温泉で、また全国的に珍しいモール泉であり、また炭酸水イオンの多さから「美人の湯」を謳っているほか、「大鷹の湯」と同じ病にも効能がある。

## 施設
温泉街は前述の宿泊施設2軒のみである。また大鷹の湯は大人800円（平日）、マロニエホテルは大人600円で立ち寄り湯が可能である。

## アクセス
- 西那須野駅・那須塩原駅から「ゆーバス」西那須野線で「井口北」（大鷹の湯）、「国際医療福祉大学病院前」（マロニエホテル）下車。
- 東北自動車道西那須野塩原ICから5分。